# Попово (Черниговская область)
Попово (укр. Попове) — бывшее село в Новгород-Северском районе Черниговской области Украины. Село было подчинено Кировскому сельсовету.

## История
Село основано в 1700 году.
По состоянию на 1986 год население — 50 человек, на 2001 год — 6 человек. Решением Черниговского областного совета от 10.06.2011 года село снято с учёта.

## География
Было расположено юго-западнее села Кирово.